# Alchemilla filicaulis
Alchemilla filicaulis — вид трав'янистих рослин родини розові (Rosaceae), поширений у помірних та субарктичних регіонах Європи й північного сходу Північної Америки. Етимологія: лат. filum — «нитка», грец. καυλοϛ — «стебло».

## Морфологічна характеристика
Багаторічні трав'янисті рослини, рідко досягає висоти більш як на 30 сантиметрів, від сизого до зеленого кольору, молоді суцвіття жовтуваті, незабаром стаючи червонувато-коричневими. Стебла від густо до рідко волохаті, принаймні в проксимальній половині. Листя: прилистки напівпрозорі, як правило, з сильним відтінком червоного вина проксимально; пластини неглибоко 7–9-лопатеві, лопаті зелені; нижні поверхні голі або волохаті, верхні поверхні від рідко до густо-волохаті, скрізь або тільки складками. Суцвіття: первинні гілки голі або густо запушені. Квітконіжки голі або волохаті. Плоди — однонасінні сім'янки.

## Поширення
Європа (Росія, Австрія, Бельгія, Чехія, Нідерланди, Польща, Швейцарія, Данія, Фарерські острови, Фінляндія, Ісландія, Ірландія, Норвегія, Велика Британія, Румунія, Франція, Іспанія); Північна Америка (Ґренландія, сх. Канада, пн.-сх. США). Рослина світлолюбна і виростає на луках, у лісах і узбіччях. Найкраще росте від помірно сухих до вологих, вапняних ґрунтах.